# Ödland
Ödland ist im Sinne des Naturschutzes eine Fläche, die keiner wirtschaftlichen Nutzung unterliegt. Ödland ist durch Unfruchtbarkeit des Bodens aufgrund klimatischer, orographischer, physikalisch-chemischer oder anthropogener Bedingungen geprägt. Das Pflanzenwachstum ist stark eingeschränkt oder auf wenige spezialisierte, in der Regel nicht ökonomisch nutzbare Pflanzen beschränkt. Im Unterschied zum Lebensraum der Wüsten sind für die Entstehung von Ödland folglich andere Bedingungen als Wassermangel ursächlich.

## Formen
- Fels- oder Frostschuttregionen in Gebirgen oder polaren Regionen
- Karstlandschaften
- erodierte Flächen und Badlands
- Moore
- versalzte Flächen
- verseuchte Flächen

Die meisten dieser Landschaftsformen können natürlich oder aufgrund menschlichen Einflusses zustande kommen. Ödland ist für die menschliche Nutzung ungeeignet, häufig ist dieser Zustand auf lange Sicht oder grundsätzlich irreversibel.
Natürliche Formen von Ödland sind insbesondere dort zu finden, wo der Boden zu durchlässig oder undurchlässig, der Niederschlag ungleich verteilt und möglicherweise die Temperatur zu niedrig oder deren Schwankung zu extrem ist. Hinzu kommen Gebiete mit vulkanischer Aktivität, in denen sich durch Auswurf von Gesteinsschutt, Lava und Asche großflächig Ödland bilden kann. Auch der Austritt von Gasen kann diese Entwicklung in Gang setzen.
Ausnahmen
Nicht als Ödland gilt Siedlungs- und Verkehrsfläche. Zwar ist diese nicht landwirtschaftlich, aber durch Menschen ökonomisch nutzbar und für diesen Zweck erst als solche gestaltet worden. Entfällt die ökonomische Nutzung, etwa durch die Stilllegung von Bergbau- oder Industriebetrieben, gilt die Industriebrache als Ödland. In den meisten Fällen sind die Unternehmen oder öffentlichen Träger verpflichtet, diese in einen natürlichen Zustand zurückzuversetzen, insbesondere Altlasten zu entsorgen und durch Bodenaustausch, Aufforstung etc. eine Renaturierung herbeizuführen.

## Situation in Deutschland, Österreich und der Schweiz
Während in der Schweiz und in Österreich der höchste Anteil von natürlich entstandenem Ödland auf die Felsregionen in den Alpen entfällt, zählen in Deutschland auch die Moorgebiete der norddeutschen Tiefebene hinzu, die über die letzten Jahrhunderte jedoch stark abgenommen haben. Neu entstanden sind jedoch insbesondere Industriebrachen, von denen die aufgelassenen Braunkohletagebaue den bedeutendsten Flächenanteil haben dürften. Diese werden bisher nur langsam renaturiert.
In Deutschland gibt es den amtlich definierten Begriff Unland, der enger gefasst ist als Ödland, da er etwa Moore und Sumpf nicht einbezieht.

## Bildung von Ödland
Ein großes weltweites Problem ist die Bodendegradation aufgrund übermäßiger landwirtschaftlicher Nutzung. Diese führt, insbesondere in ariden und semiariden Klimaten häufig zu Auslaugung, Auswaschung und Abtragung der fruchtbaren Bodenschichten, so dass nicht nur der Wüstenbildung, sondern auch der Bildung von Ödland Vorschub geleistet wird.